# 棟古拉 (伊利諾伊州)
棟古拉（英語：Dongola）是位於美國伊利諾伊州猶尼昂縣的一個村落。

## 地理
棟古拉的座標為37°32′02″N 89°15′19″W / 37.53389°N 89.25528°W，而該地最高點為海拔高度121米（即397英尺）。

## 人口
根據2010年美國人口普查的數據，棟古拉的面積為2.97平方千米，當中陸地面積為2.82平方千米，而水域面積為0.15平方千米。當地共有人口726人，而人口密度為每平方千米244人。